# جک اسمیت (بازیکن فوتبال، زاده ۱۹۳۶)
جک اسمیت (انگلیسی: Jack Smith; ۲۴ آوریل ۱۹۳۶ – ۲۳ مهٔ ۲۰۰۸) بازیکن فوتبال اهل بریتانیا بود.
از باشگاه‌هایی که در آن بازی کرده‌بود می‌توان به باشگاه فوتبال مارگیت، باشگاه فوتبال سوئیندون تاون، باشگاه فوتبال هارتل پول یونایتد، باشگاه فوتبال رامزگیت، باشگاه فوتبال واتفورد، باشگاه فوتبال برایتون اند هوو آلبیون و باشگاه فوتبال نوتس کانتی اشاره کرد.